# 迅達集團

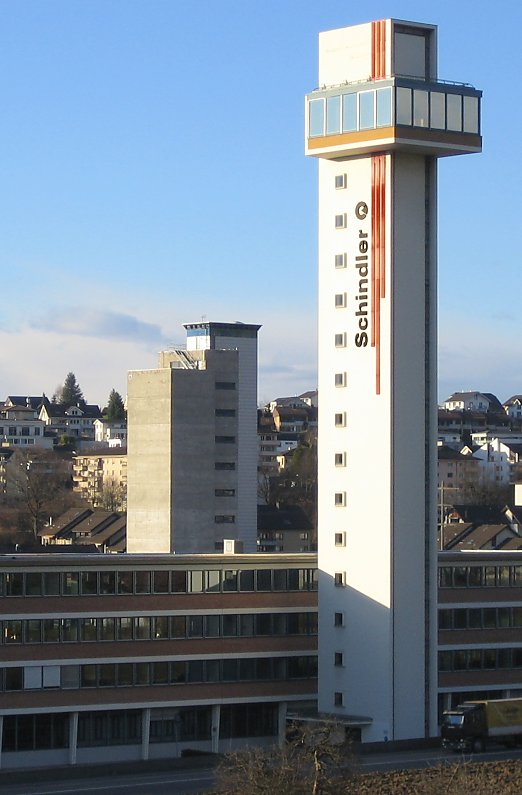
瑞士迅達公司总部

迅達集團，是一家瑞士的大型跨國升降機與扶手電梯供應服務企業。與該公司規模相當之競爭對手為奧的斯電梯公司及蒂升电梯。。

## 概略
1874年，迅達電梯公司由Robert Schindler成立於瑞士盧森。公司主要通过收购实现其扩张计划。从1937年开始，迅达在南美投入运作，1974年在香港地区与怡和洋行合作建立了第一家合资企业。

## 服務
電梯、電扶梯和電動走道的設計、安裝、保養及整修等。

## 各地分支

### 亞太地區
- 迅達升降機（香港）有限公司：與怡和洋行組成之合資公司，總部位於香港。
- 其它地區: 各地分公司

## 發明
- Miconic 10: 一種升降機分配系統

## 競爭對手
- 三菱电机
- 通力
- 日立製作所
- 蒂升电梯（德语：TK Elevator）
- 奧的斯電梯公司
- 沃克斯
- 東芝
- 富士達

## 外部連結
- 迅達集團官方網站 （页面存档备份，存于）（英文）
- 怡和迅達公司 （页面存档备份，存于）（英文）
- 迅達中國 （页面存档备份，存于）